# 傑克遜一號鎮區 (密蘇里州格林縣)
傑克遜一號鎮區（英語：Jackson No. 1 Township）是位於美國密蘇里州格林縣的一個行政鎮區。

## 地方資料
傑克遜一號鎮區的面積為89.64平方千米，當中陸地面積為89.55平方千米，而水域面積為0.09平方千米。根據2020年美國人口普查的數據，當地共有人口3061人，而人口密度為每平方千米34.15人。